# Табличка из Диспилио
Табличка из Диспилио — деревянная табличка со знаками, которую обнаружил в 1993 году греческий археолог Георгий Урмузиадис при раскопках неолитического селения у современного села Диспилио в Греции (ном Кастория), на берегу озера Орестиада. Метод радиоуглеродного анализа датирует табличку примерно 5260 годом до н. э.
Как и тэртэрийские надписи, предположительно является памятником дунайского протописьма.
Селение у озера Орестиада, раскопки которого начались в 1992 году, было населено с конца среднего неолита (5600—5000 годах до н. э.) до позднего неолита (3000 год до н. э.). В селении обнаружен ряд артефактов, включая керамику, деревянные элементы конструкций, семена, кости, статуэтки, личные украшения, флейты, а также данная табличка. Все они принадлежат к культуре Винча.
Табличка была частично повреждена и находится на консервации.